# Aconitum transsectum
Aconitum transsectum är en ranunkelväxtart som beskrevs av Friedrich Ludwig Diels. Aconitum transsectum ingår i släktet stormhattar, och familjen ranunkelväxter. Inga underarter finns listade i Catalogue of Life.